# Mine-S

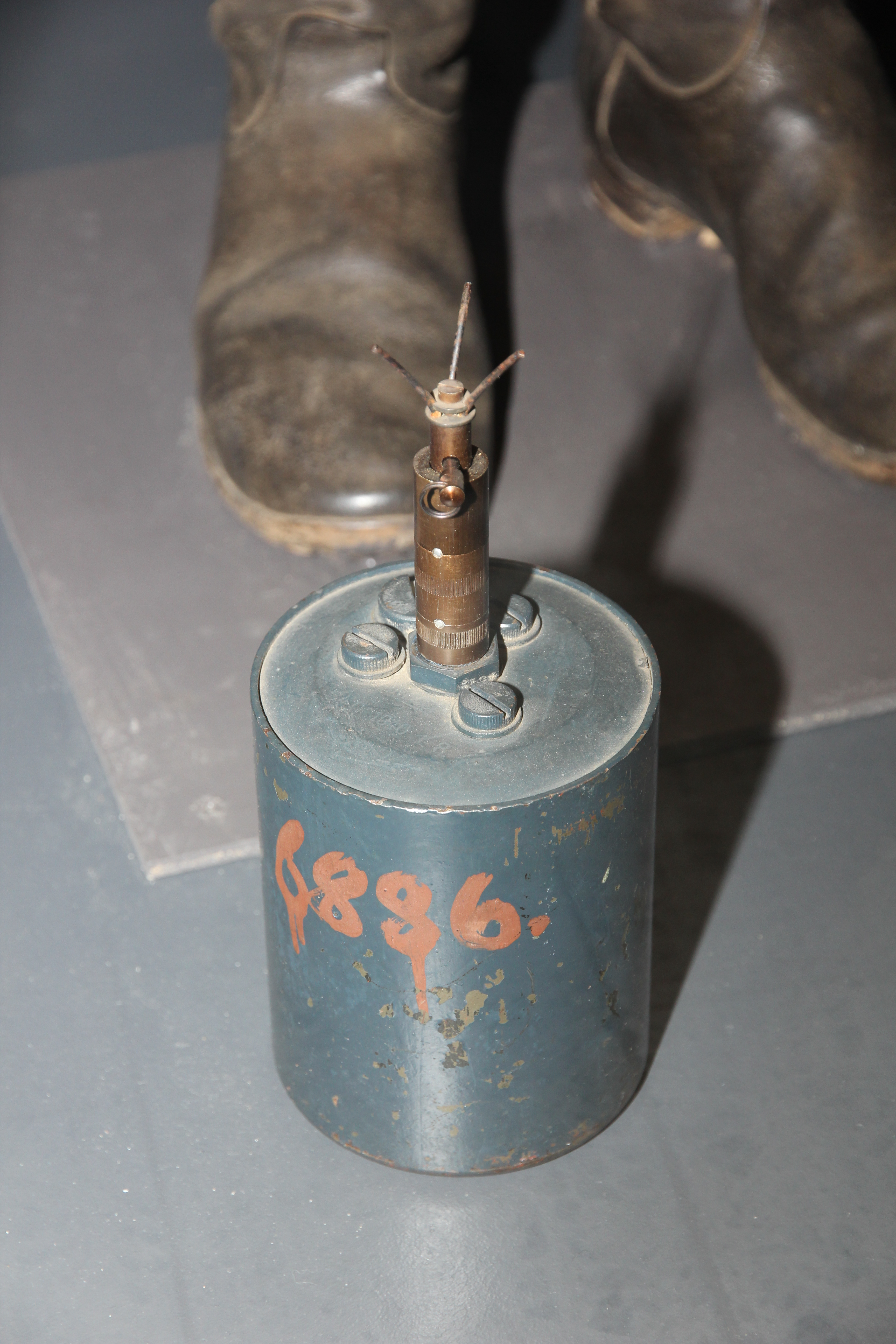
Une Mine-S dans un musée d'Helsinki.

La Mine-S (Schrapnellmine) est le nom donné à la version la plus connue et la plus utilisée d'une série de mines antipersonnel développées et fabriquées en Allemagne dans les années 1930. Il s'agissait de l'une des premières mines bondissantes : une fois déclenché, l'engin était propulsé dans les airs à la hauteur de la ceinture et envoyait horizontalement à haute vitesse une nuée de projectiles incandescents (shrapnel). 

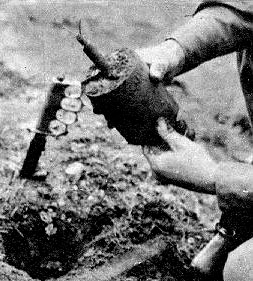
Mine-S désamorcée par un parachutiste américain

Elle fut fortement utilisée par les forces allemandes durant la Seconde Guerre mondiale. Conçue pour des zones dégagées, la mine-S visait principalement les troupes d'infanterie à découvert et sans protection particulière. Elle fut surnommée Bouncing Betty (la Betty bondissante ou Betty la sauteuse) par les troupes américaines.
Deux versions furent produites avec un nom de code qui correspond à l'année de la première production : SMi-35 et SMi-44. Il y a peu de différences entre les deux modèles. La production de la mine débuta en 1935 et elle fit rapidement partie de la stratégie défensive de l'armée allemande. Jusqu'à la fin de la production en 1945, l'Allemagne produisit 1,93 million de mines-S. On lui impute un grand nombre de blessés et de morts. Les champs de mines empêchèrent pendant un certain temps des avancées efficaces des troupes alliées dans le territoire allemand. Après la guerre, la technologie de la mine bondissante fut reprise dans d'autres modèles de mines par différents pays.

## Fonctionnement

Vue des parties internes de la mine

La mine possédait un capteur muni de trois extensions métalliques. Lorsqu'une masse supérieure à environ sept kilos appuyait sur ce mécanisme, un percuteur se détendait et enclenchait l'amorce initiale. Son rôle consistait à retarder l'explosion de la mine d'environ 4,5 secondes. 

Schéma du fonctionnement de la mine bondissante.

Passé ce court laps de temps, un premier détonateur était activé. La charge à la base de la mine explosait et l'engin décollait du sol pour atteindre une hauteur d'environ 90 à 150 centimètres. Environ une demi-seconde plus tard, la charge principale était activée par d'autres détonateurs. La mine explosait en projetant une nuée d'éclats constitués de 360 billes et divers fragments. Ces projectiles étaient dispersés à l'horizontale afin de maximiser les dégâts infligés par la mine. D'après la documentation allemande, la mine était mortelle sur un rayon de 20 mètres et provoquait de sérieuses blessures voire la mort jusqu'à 100 mètres. Les manuels américains indiquent que des victimes ont été atteintes par des projectiles jusqu'à 140 mètres du lieu de l'explosion.

Contrairement à une idée répandue, la mine explosait même si la personne laissait son pied sur l'engin. Il était inutile d'essayer de courir car les quatre secondes imparties ne permettaient pas de s'éloigner suffisamment. L'ultime recours pour survivre consistait à se jeter au sol, face contre terre et le plus vite possible. Comme la mine était conçue pour toucher la partie supérieure du corps, rester le plus près du sol était le meilleur moyen pour minimiser les blessures.